# Gmina Tymbark
Die Gmina Tymbark ist eine Landgemeinde (gmina wiejska) im Powiat Limanowski in der polnischen Woiwodschaft Kleinpolen. Sie hat eine Fläche von 32,64 km², auf der 6608 Menschen leben (31. Dezember 2020). Ihr Sitz befindet sich im Dorf Tymbark (deutsch Tannenberg).

## Geographie
Der Fluss Łososina und der Bach Słopniczanka fließen durch die Landgemeinde. 55 % der Fläche werden landwirtschaftlich genutzt, 34 % sind Wald.

## Geschichte
Von 1975 bis 1998 gehörte die Landgemeinde zur Woiwodschaft Nowy Sącz.

### Gemeindepartnerschaften
- Bizovac (Kroatien)
- Brachstedt (Deutschland)
- Gizałki (Polen)
- Murca (Portugal)
- Necpaly (Slowakei)
- Pakostane (Kroatien)
- Quiévrain (Belgien)
- Spišské Vlachy (Slowakei)
- Werbiwka (Вербівка, Ukraine)
- Vrbov (Slowakei)
- Whaley Bridge (Großbritannien)

## Gemeindegliederung
Zur Landgemeinde gehören die in der Tabelle aufgeführten fünf Ortschaften mit jeweils einem Schulzenamt.
- Tymbark
- Podłopień
- Piekiełko
- Zamieście
- Zawadka.

## Kultur und Sehenswürdigkeiten

### Baudenkmale
- Rathaus von Tymbark
- Herrenhaus des 19. Jahrhunderts in Tymbark
- Landschaftspark des 19/20. Jahrhunderts in Tymbark
- Die Myszkowski-Kapelle in Tymbark von 1875
- Der Soldatenfriedhof Nr. 365 aus dem Ersten Weltkrieg

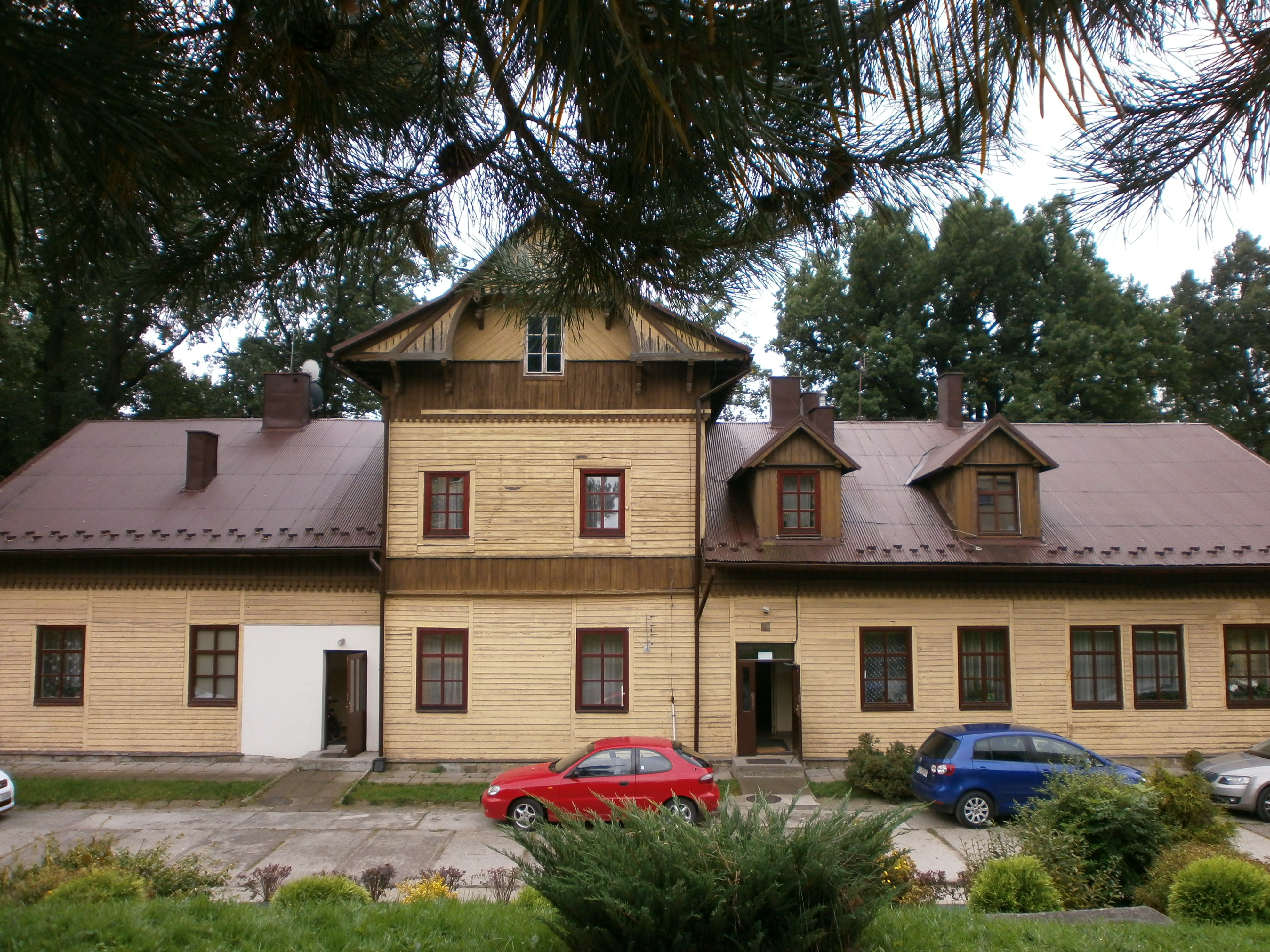
Herrenhaus in Tymbark
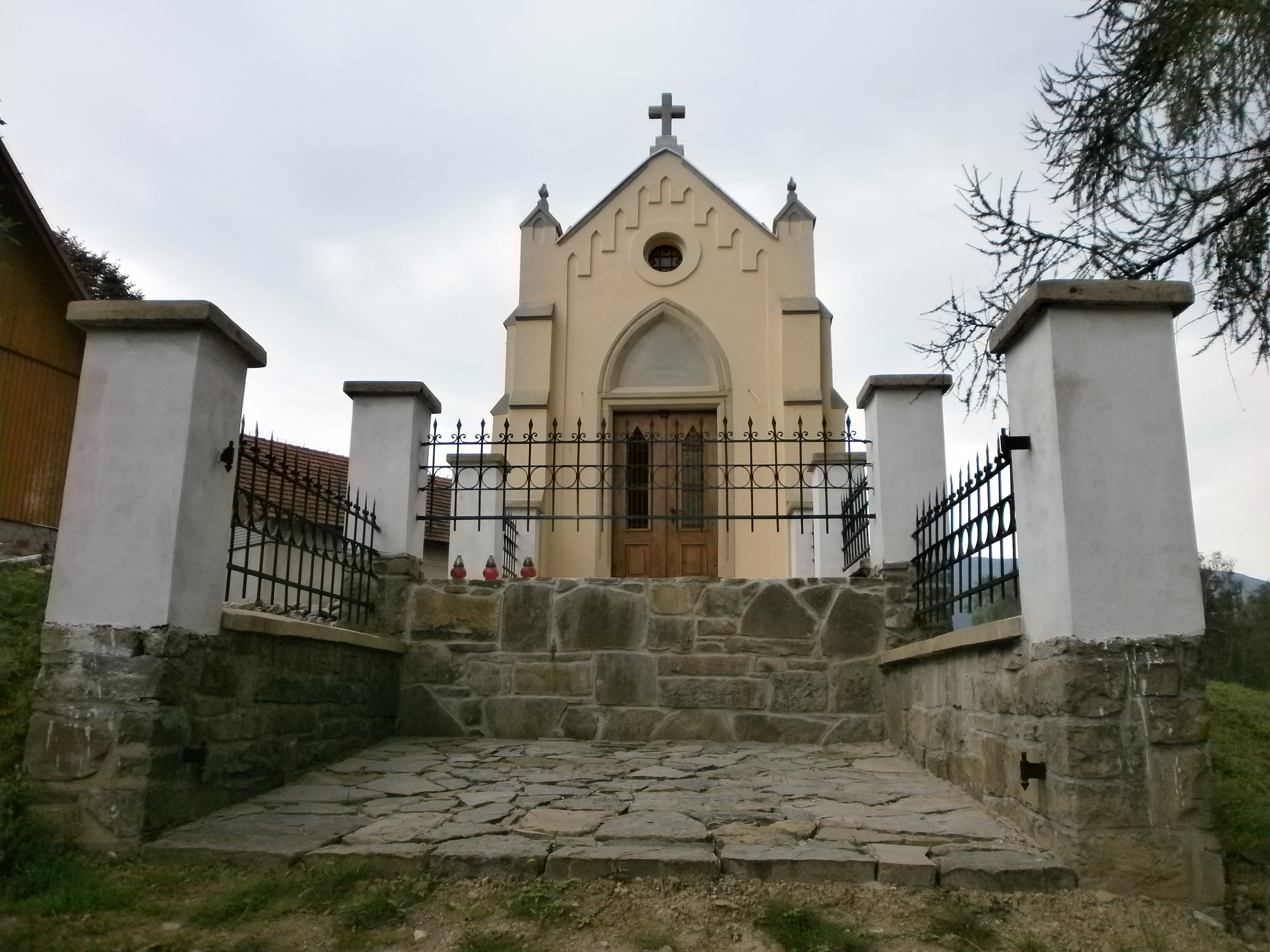
Myszkowski-Kapelle in Tymbark
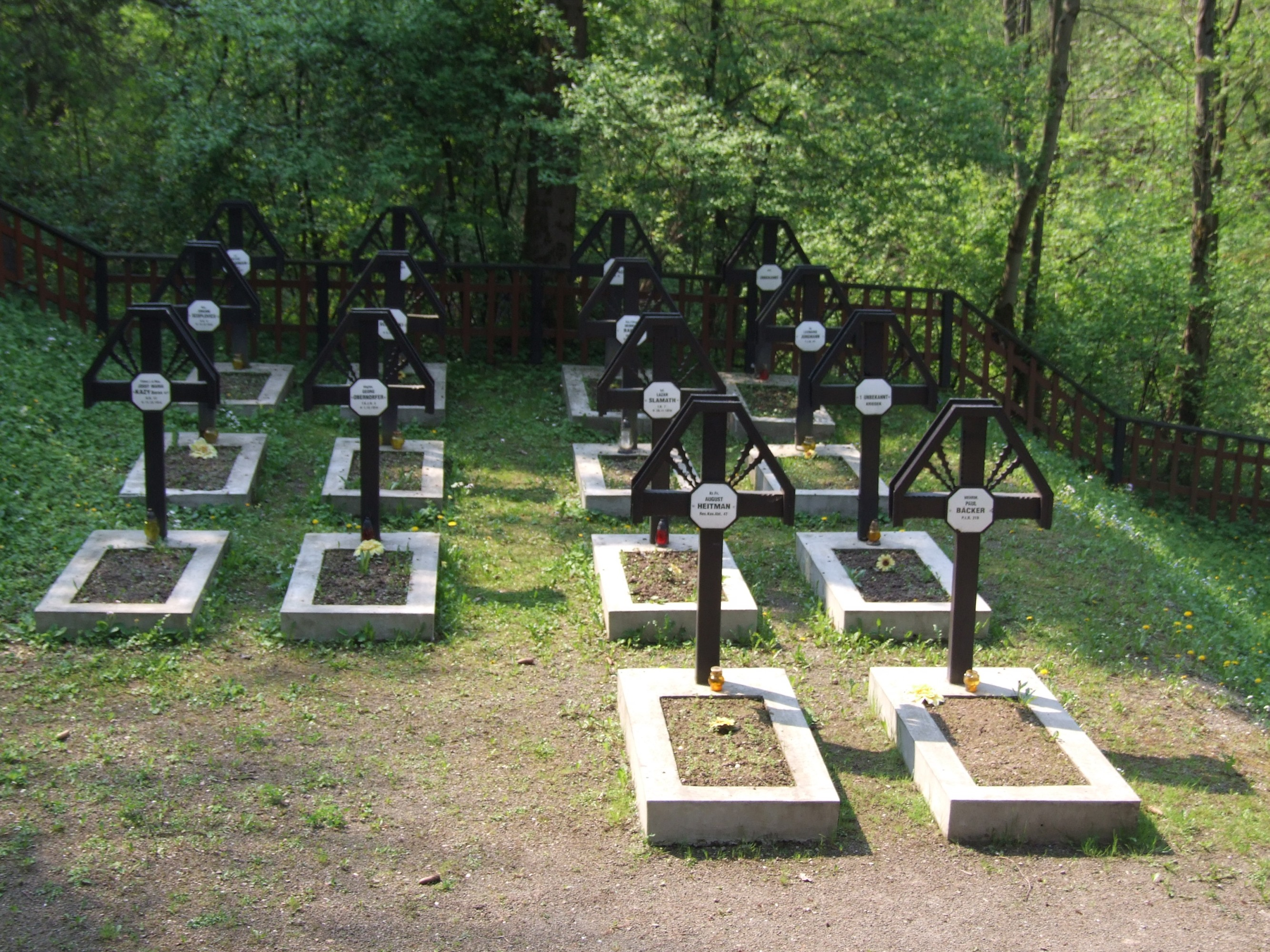
Soldatenfriedhof (Teilansicht)

## Persönlichkeiten
- Stanisław Pasyk (* 1931), Kardiologe und Politiker, geboren in Zamieście.